# Tahura villaricensis
Tahura villaricensis är en insektsart som beskrevs av Dietrich 2004. Tahura villaricensis ingår i släktet Tahura och familjen dvärgstritar. Inga underarter finns listade i Catalogue of Life.